# Тейлор, Джош
Джош Тейлор (англ. Josh Taylor; род. 2 января 1991, Престонпанс, Великобритания) — британский и шотландский боксёр-профессионал, выступавший в 1-й полусредней и полусредней весовой категории. Среди профессионалов бывший абсолютный чемпион мира в 1-м полусреднем весе (2021—2022). Чемпион мира в 1-м полусреднем весе (WBA, 2019—2022; WBC, 2021—2022; IBF, 2019—2022; WBO, 2021—2023; The Ring, 2019—2023).
Чемпион Игр Содружества в 1-й полусредней весовой категории (2014). Серебряный призёр Игр Содружества в лёгкой весовой категории (2010).
«Проспект года» по версии BoxingScene (2017). Победитель Всемирной боксёрской суперсерии (2019).
Лучшая позиция по рейтингу BoxRec — 1-я (июнь 2018) и является 5-м среди британских боксёров полусредней весовой категории, а по рейтингам основных международных боксёрских организаций занимал: 11-е место рейтинга WBC, 11-е место рейтинга WBO — входя в ТОП-40 лучших боксёров полусреднего веса.

## Любительская карьера
В июне 2008 года завоевал серебряную медаль на чемпионате Британии среди юношей в наилегчайшем весе (до 51 кг).
В октябре 2008 года завоевал бронзовую медаль на юношеских Игра Содружества в легчайшем весе (до 54 кг).
В марте 2009 года стал чемпионом Шотландии среди юношей в полулёгком весе (до 57 кг).
В июне 2009 года завоевал серебряную медаль на чемпионате Британии среди юношей в полулёгком весе (до 57 кг).

### Игры Содружества 2010
Выступал в лёгком весе (до 60 кг). В 1/16 финала победил валлийца Даррена Эдвардса. В 1/8 финала победил ганца Бенджамина Лэмпти. В четвертьфинале победил кирибатийца Каутоа Родди. В полуфинале победил тонганца Ломалиту Моалу. В финале проиграл англичанину Томасу Сталкеру.

### Чемпионат Великобритании 2010
Выступал в лёгком весе (до 60 кг). В финале проиграл англичанину Мартину Уорду.

### Чемпионат Шотландии 2011
Выступал в лёгком весе (до 60 кг). В четвертьфинале победил Тони Джеймса. В полуфинале победил Барри Ричи. В финале победил Даррена Трейнора.

### Чемпионат Европы 2011
Выступал в лёгком весе (до 60 кг). В 1/16 финала победил грузина Кобу Пхакадзе. В 1/8 финала проиграл итальянцу Доменико Валентино.

### Чемпионат мира 2011
Выступал в 1-м полусреднем весе (до 64 кг). В 1/32 финала проиграл казахстанцу Данияру Елеусинову.

### Чемпионат Великобритании 2011
Выступал в 1-м полусреднем весе (до 64 кг). В полуфинале победил англичанина Дэнни Филлипс. В финале проиграл англичанину Луису Адольфу.

### Олимпийские игры 2012
Выступал в лёгком весе (до 60 кг). В 1/16 финала победил бразильца Робсона Консейсана. В 1/8 финала проиграл итальянцу Доменико Валентино.

### World Series Boxing2012/2013
Представлял команду «British Lionhearts». Выступал в лёгком весе (до 61 кг). 8 декабря 2012 года проиграл казахстанцу Ержану Мусафирову. 2 февраля 2013 года проиграл итальянцу Доменико Валентино.

### Чемпионат Европы 2013
Выступал в 1-м полусреднем весе (до 64 кг). В 1/8 финала проиграл россиянину Армену Закаряну.

### Чемпионат мира 2013
Выступал в 1-м полусреднем весе (до 64 кг). В 1/32 финала победил тринидадца Акиеля Оутрама. В 1/16 финала проиграл казахстанцу Мерею Акшалову.

### Чемпионат Шотландии 2014
Выступал в 1-м полусреднем весе (до 64 кг). В полуфинале победил Эндрю Смарта. В финале победил Сэма Болла.

### Игры Содружества 2014
Выступал в 1-м полусреднем весе (до 64 кг). В 1/16 финала победил ботсванца Кагисо Багваси. В 1/8 финала победил мавританца Ришарно Колена. В четвертьфинале победил валлийца Зака Дэвиса. В полуфинале победил англичанина Сэма Максвелла. В финале победил намибийца Джонаса Джуниаса.

## Профессиональная карьера
Сотрудничал с промоутерской компанией «Cyclone Promotions», которую возглавляет экс-чемпион мира Барри Макгиган. Тренируется у сына Барри, Шейна Макгигана.
Дебютировал на профессиональном ринге 18 июля 2015 года, одержав досрочную победу во 2-м раунде.
11 ноября 2017 года нокаутировал в 9-м раунде экс-чемпиона мира в лёгком весе мексиканца Мигеля Васкеса. Для Васкеса это первое досрочное поражение в карьере.
На 3 марта 2018 года был назначен бой против экс-чемпиона мира в двух весовых категориях мексиканца Умберто Сото. Однако, Сото получил травму и снялся с боя. Его заменил малоизвестный никарагуанец Винстон Кампос. Тейлор нокаутировал Кампоса в 3-м раунде.
23 июня 2018 года победил по очкам экс-чемпиона мира в 1-м полусреднем весе украинца Виктора Постола.

### Участие в турнире World Boxing Super Series
30 июня 2018 года было объявлено, что Тейлор примет участие во 2-м сезоне Всемирной боксёрской суперсерии.

#### Четвертьфинал. Бой с Райаном Мартином
3 ноября 2018 года нокаутировал в 7-м раунде американца Райана Мартина.

#### Полуфинал. Бой с Иваном Баранчиком
18 мая 2019 года победил по очкам чемпиона мира по версии IBF не имеющего поражений белоруса Ивана Баранчика.

#### Финал. Бой с Реджисом Прогрейсом
26 октября 2019 года встретился с чемпионом мира в 1-м полусреднем весе по версии WBA не имеющем поражений американцем Реджисом Прогрейсом. На кону также стоял вакантный титул The Ring. Одержал победу по очкам.
Прекратил работу с тренером Шейном Макгиганом. Новым тренером стал Бен Девисон.
В январе 2020 года подписал контракт с промоутерской компанией Top Rank.
26 сентября 2020 года нокаутировал в 1-м раунде тайца Апинума Кхонгсонга.

### Объединительный бой с Хосе Рамиресом
22 мая 2021 года встретился с чемпионом мира в 1-м полусреднем весе по версиям WBC и WBO не имеющим поражений американцем Хосе Рамиресом. Поединок продлился все 12 раундов. Тейлор победил по очкам. Таким образом, британец стал абсолютным чемпионом мира, завладев поясами по основным четырём версиям.
26 февраля 2022 года победил по очкам не имевшего поражений британца Джека Каттералла и защитил титулы. Решение судей является весьма спорным. Большинство болельщиков и специалистов считают, что Каттералл выиграл бой.
В мае 2022 года лишён титула WBA из-за несоблюдения предписанной обязательной защиты.
Летом 2022 года оставил титул WBC.
В августе 2022 года оставил титул IBF.
Осенью 2022 года прекратил работу с тренером Беном Девисоном. Новым тренером стал Джо Макналли.
На 26 ноября 2022 года был назначен реванш с Джеком Каттераллом. Позднее его перенесли. Новой датой боя стало 4 февраля 2023 года. Поединок перенесли по телевизионным причинам. Следующей датой стало 4 марта. Бой перенесли, так как Тейлор получил травму стопы.
10 июня 2023 года встретился с экс-чемпионом мира в лёгком весе американцем Теофимо Лопесом. Проиграл по очкам.
На 27 апреля 2024 года был назначен реванш c британцем Джеком Каттераллом. Тейлор получил травму, бой перенесли. В итоге, реванш состоялся 25 мая в Лидсе (Великобритания). Тейлор потерпел поражение. Счёт судей: 111—117, 113—116, 111—117.

### Переход в полусредний вес
В начале февраля 2025 года Тейлор пополнил ростер Queensberry Promotions Фрэнка Уоррена и дебютирует в новом весе с новым промоутером в мае в Глазго (Шотландия).

#### Бой с Экоу Эссуманом
24 мая 2025 года в Глазго (Шотландия) в главном событии вечера дебютировал в полусреднем весе с поражения англичанину Экоу Эссуману (22-1, 8 КО). На кону был вакантный пояс WBO Global. Первая половина осталась за Тейлором. Было много успешных действий, Эссуман не мог приспособиться к боксу левши. В первых раундах Тейлор перебивал и количеством оппонента. Особенно удался Тейлору 4-й раунд, где он мог закончить бой нокаутом. Начиная с 6-го раунда у Тейлора начались проблемы - он устал, стал выбрасывать меньше ударов. Положение усугубляло и рассечение. Эссуман во второй половине взял бой под свой контроль и начал перебивать Тейлора. Он увеличил активность, начали получаться чувствительные удары заставившие Джоша двигаться назад. Бой вышел конкурентным и близкое решение дали андердогу Эссуману:116—113, 116—112 и 115—113. Согласно статистике CompuBox: из 638 выброшенных ударов у Эссумана точными оказались 140. У Тейлора из 493 выброшенных - 125. Джебы были на стороне Экоу 25 на 8, а силовые минимально за Тейлором 117 на 115.
В конце июля 2025 года объявил о завершении карьеры из-за проблем со здоровьем (проблемы с глазом). 

## Статистика профессиональных боёв
В таблице перечислены результаты всех поединков боксёров.
В каждой строке указан результат поединка. Дополнительно номер поединка обозначен цветом, который обозначает итог поединка. Расшифровка обозначений и цветов представлена в нижеследующей таблице.
| Пример | Расшифровка                     |
| ------ | ------------------------------- |
|        | Победа                          |
|        | Ничья                           |
|        | Поражение                       |
|        | Планируемый поединок            |
|        | Поединок признан несостоявшимся |
| КО     | Нокаут                          |
| ТКО    | Технический нокаут              |
| PTS    | Решение судей (по очкам)        |
| UD     | Единогласное решение судей      |
| MD     | Решение большинства судей       |
| SD     | Раздельное решение судей        |
| RTD    | Отказ от продолжения боя        |
| DQ     | Дисквалификация                 |
| NC     | Поединок признан несостоявшимся |

| 22 поединка, 19 побед (13 нокаутом), 3 поражения. | 22 поединка, 19 побед (13 нокаутом), 3 поражения. | 22 поединка, 19 побед (13 нокаутом), 3 поражения. | 22 поединка, 19 побед (13 нокаутом), 3 поражения. | 22 поединка, 19 побед (13 нокаутом), 3 поражения.             | 22 поединка, 19 побед (13 нокаутом), 3 поражения. | 22 поединка, 19 побед (13 нокаутом), 3 поражения. |
| Бой                                               | Рекорд                                            | Дата боя                                          | Соперник                                          | Место проведения боя                                          | Результат                                         | Дополнительно |
| ------------------------------------------------- | ------------------------------------------------- | ------------------------------------------------- | ------------------------------------------------- | ------------------------------------------------------------- | ------------------------------------------------- | --- |
| 22                                                | 19-3                                              | 24 мая 2025                                       | Эков Эссуман (21-1)                               | SSE Hydro, Глазго, Шотландия, Великобритания                  | UD 12                                             | Вакантный титул WBO Global в полусреднем весе. Счёт: 112-116, 113-116, 113-115. |
| 21                                                | 19-2                                              | 25 мая 2024                                       | Джек Каттералл (2) (28-1)                         | First Direct Arena, Лидс, Англия, Великобритания              | UD 12                                             | Счёт судей: 113-116, 111-117 (дважды). |
| 20                                                | 19-1                                              | 10 июня 2023                                      | Теофимо Лопес (18-1)                              | Мэдисон-сквер-гарден, Нью-Йорк, США                           | UD 12                                             | Бой за титул чемпиона мира в 1-м полусреднем весе по версиям WBO (2-я защита Тейлора) и The Ring (4-я защита Тейлора). Счёт: 111-117 и 113-115 (дважды). |
| 19                                                | 19-0                                              | 26 февраля 2022                                   | Джек Каттералл (26-0)                             | SSE Hydro, Глазго, Шотландия, Великобритания                  | SD 12                                             | Бой за титул абсолютного чемпиона мира по версиям WBC (1-я защита Тейлора), WBO (1-я защита Тейлора), WBA Super (3-я защита Тейлора), IBF (4-я защита Тейлора) и The Ring (3-я защита Тейлора) в 1-м полусреднем весе. Счёт: 112-113, 114-111, 113-112.                       |
| 18                                                | 18-0                                              | 22 мая 2021                                       | Хосе Рамирес (26-0)                               | Virgin Hotels Las Vegas, Лас-Вегас, Невада, США               | UD 12                                             | Объединённый бой за титул абсолютного чемпиона мира по версиям WBC (5-я защита Рамиреса), WBO (2-я защита Рамиреса), WBA Super (2-я защита Тейлора), IBF (3-я защита Тейлора) и The Ring (2-я защита Тейлора) в 1-м полусреднем весе. Рамирес в нокдауне в 6-м и 7-м раундах. |
| 17                                                | 17-0                                              | 26 сентября 2020                                  | Апинум Кхонгсонг (16-0)                           | Йорк-холл, Лондон, Великобритания                             | KO 1 (12), 2:41                                   | Защитил титул чемпиона мира по версиям WBA Super (1-я защита Тейлора), IBF (2-я защита Тейлора) и The Ring (1-я защита Тейлора) в 1-м полусреднем весе. |
| 16                                                | 16-0                                              | 26 октября 2019                                   | Реджис Прогрейс (24-0)                            | O2 Арена, Лондон, Великобритания                              | MD 12                                             | Бой за титул чемпиона мира по версиям WBA Super (1-я защита Прогрейса), IBF (1-я защита Тейлора) и титул WBC Diamond (3-я защита Прогрейса) в 1-м полусреднем весе. Финал турнира WBSS 2. Счёт: 117-112, 115-113, 114-114.                                                    |
| 15                                                | 15-0                                              | 18 мая 2019                                       | Иван Баранчик (19-0)                              | SSE Hydro, Глазго, Шотландия, Великобритания                  | UD 12                                             | Завоевал титул чемпиона мира по версии IBF (1-я защита Баранчика) и защитил титул WBC Silver (5-я защита Тейлора) в 1-м полусреднем весе. Полуфинал WBSS 2. Баранчик два раза в нокдауне во 2-м раунде. Счёт: 117-109 и 115-111 (дважды).                                     |
| 14                                                | 14-0                                              | 3 ноября 2018                                     | Райан Мартин (22-0)                               | SSE Hydro, Глазго, Шотландия, Великобритания                  | TKO 7 (12), 2:21                                  | Защитил титул WBC Silver (4-я защита Тейлора) в 1-м полусреднем весе, четвертьфинал WBSS2. |
| 13                                                | 13-0                                              | 23 июня 2018                                      | Виктор Постол (29-1)                              | SSE Hydro, Глазго, Шотландия, Великобритания                  | UD <12                                            | Титул WBC Silver (3-я защита Тейлора) в 1-м полусреднем весе. Счёт: 117-110, 118-110, 119-108. |
| 12                                                | 12-0                                              | 3 марта 2018                                      | Винстон Кампос (30-3-5)                           | SSE Hydro, Глазго, Шотландия, Великобритания                  | TKO 3 (12), 0:44                                  | Титул WBC Silver (2-я защита Тейлора) в 1-м полусреднем весе. |
| 11                                                | 11-0                                              | 11 ноября 2017                                    | Мигель Васкес (39-5-0)                            | Royal Highland Centre, Эдинбург, Шотландия, Великобритания    | KO 9 (12), 2:30                                   | Титул WBC Silver (1-я защита Тейлора) в 1-м полусреднем весе. |
| 10                                                | 10-0                                              | 8 июля 2017                                       | Охара Дэвис (15-0-0)                              | Braehead Arena, Глазго, Шотландия, Великобритания             | TKO 7 (12), 2:25                                  | Чемпион Содружества наций в 1-м полусреднем весе (2-я защита Тейлора). Титул WBC Silver в 1-м полусреднем весе (2-я защита Дэвиса). Дэвис в нокдауне в 3-м и 7-м раундах. |
| 9                                                 | 9-0                                               | 24 марта 2017                                     | Уоррен Джуберт (26-4-5)                           | Meadowbank Sports Centre, Эдинбург, Шотландия, Великобритания | TKO 6 (12), 1:27                                  | Чемпион Содружества наций в 1-м полусреднем весе (1-я защита Тейлора). |
| 8                                                 | 8-0                                               | 28 января 2017                                    | Альфонсо Оливера (8-2-1)                          | MGM Grand, Лас-Вегас, Невада, США                             | UD 8                                              | Счёт: 79-72 и 78-73 (дважды). |
| 7                                                 | 7-0                                               | 21 октября 2016                                   | Дэйв Райан (17-9-0)                               | Meadowbank Sports Centre, Эдинбург, Шотландия, Великобритания | TKO 5 (12), 2:45                                  | Вакантный титул чемпиона Содружества наций в 1-м полусреднем весе. Райан в нокдауне в 3-м и 5-м раундах. |
| 6                                                 | 6-0                                               | 30 июля 2016                                      | Эвинсил Диксон (7-14-1)                           | Барклайс-центр, Бруклин, Нью-Йорк, США                        | RTD 2 (8), 3:00                                   | |
| 5                                                 | 5-0                                               | 14 мая 2016                                       | Мигель Альберто Гонсалес Мена (13-11-0)           | Ice Arena, Кардифф, Уэльс, Великобритания                     | TKO 1 (6), 1:33                                   | |
| 4                                                 | 4-0                                               | 27 февраля 2016                                   | Лйес Шаиби (14-9-2)                               | Манчестер Арена, Манчестер, Англия, Великобритания            | KO 2 (6), 1:40                                    | |
| 3                                                 | 3-0                                               | 20 ноября 2015                                    | Даниель Космин Минеску (1-4-0)                    | Waterfront Hall, Белфаст, Северная Ирландия, Великобритания   | TKO 1 (4), 0:45                                   | |
| 2                                                 | 2-0                                               | 16 октября 2015                                   | Адам Мате (17-5-0)                                | Meadowbank Sports Centre, Эдинбург, Шотландия, Великобритания | TKO 1 (6), 1:25                                   | Мате два раза в нокдауне. |
| 1                                                 | 1-0                                               | 18 июля 2015                                      | Арчи Веа (1-1-0)                                  | Don Haskins Center, Эль-Пасо, Техас, США                      | TKO 2 (6), 1:53                                   | |
| Бой                                               | Рекорд                                            | Дата боя                                          | Соперник                                          | Место проведения боя                                          | Результат                                         | Дополнительно |

## Титулы и достижения

### Любительские
- 2008  Серебряный призёр юношеского чемпионата Британии в наилегчайшем весе (до 51 кг).
- 2008  Бронзовый призёр юношеских Игр Содружества в легчайшем весе (до 54 кг).
- 2009  Чемпион Шотландии среди юношей в полулёгком весе (до 57 кг).
- 2009  Серебряный призёр юношеского чемпионата Британии в полулёгком весе (до 57 кг).
- 2010  Серебряный призёр Игр Содружества в лёгком весе (до 60 кг).
- 2010  Серебряный призёр чемпионата Великобритании в лёгком весе (до 60 кг).
- 2011  Чемпион Шотландии в лёгком весе (до 60 кг).
- 2011  Серебряный призёр чемпионата Великобритании в 1-м полусреднем весе (до 64 кг).
- 2014  Чемпион Шотландии в 1-м полусреднем весе (до 64 кг).
- 2014  Чемпион Игр Содружества в 1-м полусреднем весе (до 64 кг).

### Профессиональные

#### Региональные второстепенные
- Чемпион Содружества наций в 1-м полусреднем весе (2016—2018).
- Титул WBC Silver в 1-м полусреднем весе (2017—2018).

#### Мировые
- Чемпион мира в 1-м полусреднем весе по версии IBF (2019—2022).
- Чемпион мира в 1-м полусреднем весе по версии WBA (2019—2022).
- Чемпион мира в 1-м полусреднем весе по версии The Ring (2019—2023).
- Чемпион мира в 1-м полусреднем весе по версии WBC (2021—2022).
- Чемпион мира в 1-м полусреднем весе по версии WBO (2021—2023).

### Награды
- «Проспект года» (2017) по версии BoxingScene[68].